# Isaak ben Scheschet
Isaak ben Scheschet (Akronym Rivasch; geboren 1326 in Valencia; gestorben 1408 in Algier) war ein jüdischer Gelehrter des Mittelalters und anerkannter, autoritativer Dezisor.